# ČSD-Baureihe U 25.9
Die ČSD-Baureihe U 25.9 war eine Schmalspur-Dampflokomotive von verschiedenen privaten Besitzern im Baugewerbe, die nach 1918 von der tschechoslowakischen Staatsbahn (ČSD) übernommen wurde und dort die Bezeichnung U 25.9 erhielt.

## Geschichte
Die Maschine der Reihe U 25.9 war eine von mehreren zweiachsigen einheitlichen Schmalspurtenderlokomotiven, die um 1907 von Maffei in München an verschiedene private Benutzer aus dem Baugewerbe geliefert wurden. Von der genannten Lokomotive ist bekannt, dass sie nach einer Bauversteigerung von der Waldbahn Tereswatal übernommen wurde und in die Baureihe U 25.9 der ČSD eingereiht wurde. Die Lokomotive war eingesetzt bei einem Landeplatz im Tereswatal in Ust-Tschorna für den Verschub.
Die Lokomotive war in ihrem Einsatzgebiet von 1927 bis 1940 im Einsatz. 1939, als die Waldbahn Tereswatal von der privaten Gesellschaft Taracsvölgyi erdei vasút (TEV, deutsch „Waldbahn Theresiental“) weiterbetrieben wurde, bekam die Lokomotive die Bezeichnung K 25.901.
Über weitere Einsatzgebiete sind aus der Literatur keine Angaben zu entnehmen.